# قرغان-سای (شهرستان چتکل)
قرغان-سای (به لاتین: Korgon-Say) یک روستا در قرقیزستان است که در شهرستان چتکل واقع شده‌است. قرغان-سای ۶۶۷ نفر جمعیت دارد و ۱٬۸۱۰ متر بالاتر از سطح دریا واقع شده‌است.